# Culex interfor
Culex interfor är en tvåvingeart som beskrevs av Dyar 1928. Culex interfor ingår i släktet Culex och familjen stickmyggor. Inga underarter finns listade i Catalogue of Life.